# Drăgănești (Bihor)
Drăgănești (Hongaars: Dragánfalva) is een Roemeense gemeente in het district Bihor.
Drăgănești telt 2937 inwoners en omvat behalve Drăgănești zelf nog negen andere dorpen, namelijk:
- Belejeni (Belényeshegy)
- Grădinari (Kisnyégerfalva)
- Livada Beiușului (Belényesliváda)
- Mizieș (Mézes)
- Păcălești
- Păntășești (Panatasa)
- Sebiș (Körössebes)
- Talpe (Talp)
- Țigăneștii de Beiuș (Cigányosd)